# Поречье (Калужская область)
Поречье — село в Малоярославецком районе Калужской области. Входит в состав Сельского поселения «Село Недельное».

## Географическое положение
Находится на правом берегу реки Суходрев, примерно в 6 км к северо-западу от села Недельное по ходу автодороги 29Н-280 (Малоярославец — Маклино — Недельное).

## Транспорт
На территории села располагается автобусная остановка.

## Достопримечательности

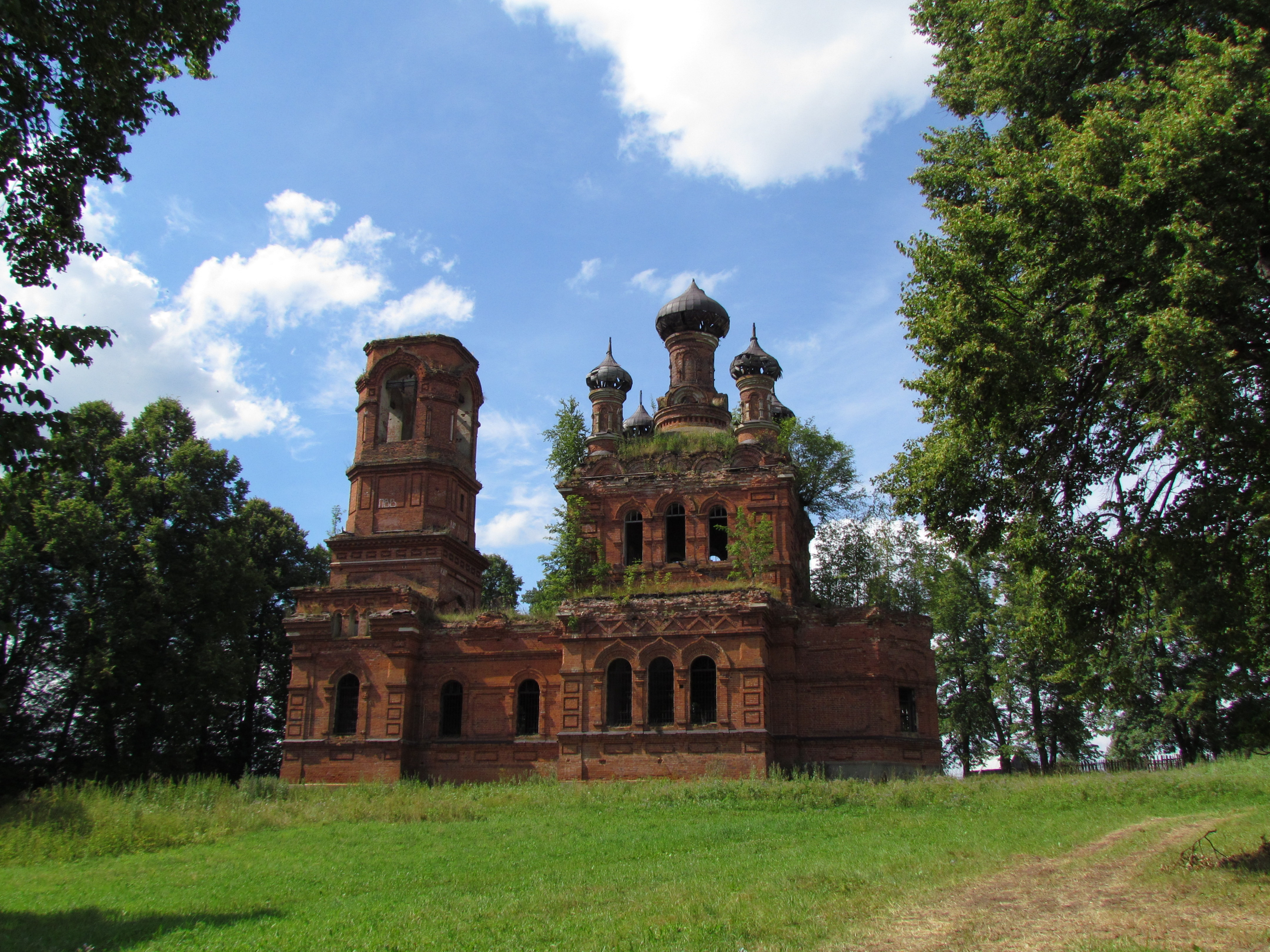
Старообрядческая церковь в Поречье

- Православная Никольская церковь (1897—1901) — действующая.
- Старообрядческая Никольская церковь (1907—1911) — заброшена.

## Население
| 2002 | 2010 |
| ---- | ---- |
| 122  | ↘107 |

2500 чел в 2022